# Grottaferrata
Grottaferrata ist eine italienische Stadt in der Metropolitanstadt Rom in der Region Latium mit 20.356 Einwohnern (Stand 31. Dezember 2023). Sie liegt 20 km südöstlich vom Zentrum von Rom entfernt.
|  |

## Geographie
Grottaferrata liegt in den Albaner Bergen und gehört zu den Gemeinden der Castelli Romani. Es ist Mitglied der Comunità Montana dei Castelli Romani e Prenestini.
Die Nachbargemeinden sind im Uhrzeigersinn von Norden Frascati, Monte Porzio Catone, Monte Compatri, Rocca di Papa, Castel Gandolfo, Marino, Ciampino, und Rom.

### Verkehr
Grottaferrata erreicht man von Rom über die Staatsstraße SS 511 Via Anagnina, die von der Via Tuscolana abzweigt.
1904 bis 1965 wurde Grottaferrata von der Straßenbahn der Castelli Romani bedient, die 1980 ihren Betrieb komplett einstellte. Das Gemeindegebiet wird von der Regionalbahn Rom-Marino durchquert, jedoch ohne eigenen Haltepunkt.

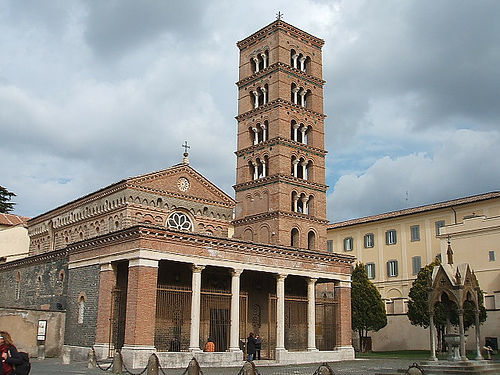
Abtei Santa Maria di Grottaferrata

## Geschichte
1004 bekam Nilus von Rossano, ein griechischer Mönch, von Theophylakt II. von Tusculum eine ehemalige römische Villa in seinem Herrschaftsbereich geschenkt. In der Villa befand sich seit dem 5. Jahrhundert ein christliches Oratorium, die sogenannte Crypta Ferrata (eisenbeschlagene Grotte), von der sich der Name Grottaferrata herleitet. Nilus und sein Nachfolger Bartholomäus erbauten in der Ruine das Kloster Santa Maria di Grottaferrata. Nach der Trennung der östlichen und der westlichen Kirche verblieb dieses (bis heute) beim byzantinischen Ritus, unterstand aber weiterhin dem römischen Papst.
1487–1491 ließ der Abt Giuliano della Rovere den Klosterkomplex von Giuliano da Sangallo und Baccio Pontelli festungsartig ausbauen.

## Bevölkerung
| 1871  | 1901  | 1921  | 1951  | 1971   | 1991   | 2001   | 2011   |
| ----- | ----- | ----- | ----- | ------ | ------ | ------ | ------ |
| 1.241 | 2.233 | 3.514 | 6.701 | 11.361 | 16.234 | 17.663 | 19.156 |

Quelle: ISTAT

## Politik
Luciano Andreotti wurde am 11. Juni 2017 zum Bürgermeister gewählt und am 27. Juni 2017 ins Amt berufen.

### Städtepartnerschaften
- Patmos, Griechenland
- Vandœuvre-lès-Nancy, Frankreich

## Sehenswürdigkeiten
Das 1004 gegründete Kloster Santa Maria di Grottaferrata.
Im Gemeindegebiet, allerdings erreichbar über Frascati, befinden sich die Ausgrabungen der antiken Stadt Tusculum.